# Grzegorz Ciembroniewicz
Grzegorz Stanisław Ciembroniewicz (ur. 12 grudnia 1954 w Katowicach, zm. 5 kwietnia 2017 w Krakowie) – polski nauczyciel i prekursor kung-fu w Polsce.

## Życiorys
Jako dwudziestolatek zaczął uprawiać sztuki walki, zaś we wczesnych latach 70. XX wieku zetknął się po raz pierwszy z chińskim kung-fu. Trenował pod okiem mistrzów między innymi w Kanadzie, Chinach, USA, Hiszpanii, Australii oraz na Tajwanie. W 1985 nawiązał kontakt z dr Chen Yong Fa, pod którego opieką trenował następnie system Choy Lee Fut. Był propagatorem i uznanym mistrzem tego systemu oraz twórcą Centrum Chińskich Sztuk Walki Choy Lee Fut w Krakowie, które jest najdłużej działającą w Polsce szkołą kung-fu (stan na 2017). Koordynował nauczanie i organizowanie szkół Choy Lee Fut i Luohan Qigong w Polsce, Niemczech, Szwecji oraz Norwegii.
Od 1991 związany był z prasą specjalistyczną jako redaktor naczelny czasopism „Kung Fu”, a następnie „Karate-Kung Fu”. W 2000 był organizatorem I Mistrzostw Świata w Choy Lee Fut Kung Fu w Krakowie, a w latach 2007–2014 trenerem reprezentacji Polski w formach tradycyjnych przy Polskim Związku Wushu. Przygotowywał, jako trener kadry narodowej, polskich zawodników między innymi na V Mistrzostwa Świata Wushu Tradycyjnego w Huangshan, w Chinach w 2012 oraz na VI Mistrzostwa Świata Wushu Tradycyjnego w Chizhou w Chinach, w 2014 roku. W 2008 został wyróżniony przez Ministerstwo Sportu i Turystyki – Nagrodą Indywidualną I stopnia w uznaniu zasług za szczególne osiągnięcia w pracy szkoleniowej z reprezentacją Polski w formach tradycyjnych.
Zmarł 5 kwietnia 2017 w Krakowie i został pochowany na cmentarzu Rakowickim.